# 171 v.Chr.
171 v.Chr. is een jaartal volgens de christelijke jaartelling.

## Gebeurtenissen

### Italië
- Publius Licinius Crassus en Gaius Cassius Longinus zijn consul in het Imperium Romanum.
- De Senaat accepteert een verzoek van de in Hispania geboren kinderen van legionairs, om de handelskolonie Carteia (huidige San Roque) in Zuid-Spanje te stichten.
- Gaius Aburius, een Romeinse afgezant, wordt naar Carthago en Numidië gestuurd, om steun te vragen voor de oorlog tegen Macedonië.

### Perzië
- Phraates I van Parthië begint een veldtocht tegen de Skythen, door logistieke problemen worden de Parthen in bergachtig gebied van hun bevoorrading afgesneden. Op de terugtocht wordt Phraates I in een hinderlaag gelokt en raakt zwaargewond. Kort daarna overlijdt hij aan zijn verwondingen.
- Mithridates I de Grote (171 - 138 v.Chr.) volgt zijn broer Phraates I op als koning van Parthië.
- Demetrius I van Bactrië, stichter van het Indo-Griekse koninkrijk sterft en wordt opgevolgd door zijn zoon Euthydemus II.

### Griekenland
- Begin van de Derde Macedonische Oorlog, Perseus van Macedonië verslaat in Thessalië het Romeinse leger, in de slag bij Kallicinus. Na de overwinning biedt Perseus de Romeinen een vrede aan, maar dit wordt geweigerd.

## Geboren
- Attalus III Philometor Euergetes (~171 v.Chr. - ~133 v.Chr.), koning van Pergamon

## Overleden
- Phraates I, koning van Parthië